# Listă de dramaturgi macedoneni
Aceasta este o listă de dramaturgi nord-macedoneni în ordine alfabetică:

## A
- Tome Arsovski

## C
- Kole Čašule

## I
- Vasil Iljoski

## K
- Risto Krle

## S
- Goran Stefanovski

## Vezi și
- Listă de piese de teatru macedonene
- Listă de scriitori macedoneni
- Listă de dramaturgi